# Xã Red River, Quận Miller, Arkansas
Xã Red River (tiếng Anh: Red River Township) là một xã thuộc quận Miller, tiểu bang Arkansas, Hoa Kỳ. Năm 2010, dân số của xã này là 307 người.